# アラン・ヘルフリッチ
アラン・ブーン・ヘルフリッチ（Alan Boone Helffrich、1900年8月7日 - 1994年2月3日）は、アメリカ合衆国の陸上競技選手である。主に中距離走を専門とし、特に400メートル競走において活躍した。

## 生涯
アラン・ヘルフリッチは1900年8月7日、ニューヨーク州ヨンカーズで誕生した。ペンシルベニア州立大学に進学し、大学在学中から陸上競技の才能を発揮した。大学卒業後は、ニューヨーク・アスレチッククラブに所属し、競技活動を継続した。
彼の競技キャリアの頂点は、1924年のパリオリンピックであった。この大会で、ヘルフリッチは男子4×400メートルリレーにおいて、アメリカ代表チームの一員として金メダルを獲得した。チームメイトは、コム・ブラウン、アーサー・ゲイツ、そしてオリバー・マクドナルドであった。この時の記録は3分16秒0であり、世界新記録を樹立した。
オリンピック後も競技を続けたが、目立った記録は残していない。引退後は、陸上競技界との直接的な関わりは薄れたようである。
ヘルフリッチは1994年2月3日、93歳で亡くなった。

## 競技スタイルと業績
ヘルフリッチは中距離走、特に400メートル競走において優れた能力を発揮した。1924年のパリオリンピックにおける4×400メートルリレーでの金メダル獲得は、彼のキャリアにおける最も重要な業績である。このリレーチームは、当時の世界記録を更新しており、その速さは特筆すべきものである。彼は個人種目でのオリンピック出場はなかったが、リレー走者としてその貢献は大きい。